# Romanivka, Novohrad-Volînskîi
Romanivka (în ucraineană Романівка) este un sat în comuna Bronîkî din raionul Novohrad-Volînskîi, regiunea Jîtomîr, Ucraina.

## Demografie
Componența lingvistică a localității Romanivka
     Ucraineană (96,6%)
     Rusă (3,13%)
Conform recensământului din 2001, majoritatea populației localității Romanivka era vorbitoare de ucraineană (96,6%), existând în minoritate și vorbitori de rusă (3,13%).